# エトスクシミド
エトスクシミド（エトサクシマイド、英: Ethosuximide, ESM）は抗てんかん薬の1つ。日本では販売名ザロンチンシロップ、エピレオプチマル酸で販売されている。適応は定型欠神発作 (小発作)、小型(運動)発作〔ミオクロニー発作、失立(無動)発作、点頭てんかん(幼児痙縮発作、BNS痙攣等）〕。単独で、またはバルプロ酸ナトリウムなどの他の抗てんかん薬と併用する。
副作用は一般的には少ない。よく見られる副作用として、食欲不振、腹痛、下痢、疲労感がある。 重篤な副作用は、 自殺企図、再生不良性貧血・汎血球減少、 エリテマトーデス。妊娠中、3歳未満の乳児への投与は安全性が確立していない。エトスクシミドはスクシンイミド系化合物で、明確な作用機序は明らかになっていない。
エトスクシミドは1960年に米国で医療用に承認され、日本では1964年にザロンチンシロップ、2007年にエピレオプチマル散50％が、それぞれ薬価収載されている。WHO必須医薬品モデル・リストに収載され、医療制度において必要とされる最も効果的で安全な医薬品の一つ。ジェネリック医薬品として入手可能で、開発途上国の卸売価格は月額約27.77米ドル、米国では、2016年時点の卸売費は、典型的な投与量で月額約41.55米ドル。

## 医療用途
承認された適応は欠神発作で、エトスクシミドは、他に抗欠神発作薬が無いこと、バルプロ酸ナトリウムにある特異な肝毒性がなことから、欠神発作を治療するための第一選択薬と考えられている。
Epileo Petit malは「小発作てんかん薬の王様」を意味する（‘Epi’( = epilepsy、てんかん ）+ ‘Leo’(ライオン、王様) + ‘Petit mal’( = 小発作)）。

## 副作用
精神神経系
一般的 - 傾眠、せん妄、不眠、頭痛、運動失調
まれ - 妄想、精神異常、性欲亢進、抑うつ
消化器系
消化不良、悪心・嘔吐、急激な腹痛、便秘、下痢、胃痛、食欲不振、体重減少、歯肉増殖症、舌の腫脹
泌尿器系
顕微鏡的血尿、性器不正出血
血液
骨髄への影響の有無にかかわらず、以下が起こる可能性がある
汎血球減少症、無顆粒球症、白血球減少症、好酸球増加症
皮膚
蕁麻疹、全身性エリテマトーデス、スティーブンス・ジョンソン症候群、多毛症、掻痒性紅斑性発疹
眼
近視

## 使用上の注意
- 肝障害、腎障害のある患者（一般に排泄が遅延する傾向があるので薬物の体内蓄積による副作用の発現に注意）

## 薬物間相互作用
バルプロ酸ナトリウムによりエトスクシミドの血中濃度が下降または上昇するが、バルプロ酸とエトスクシミドの併用により、それぞれ単独での利用よりも保護指数が上昇する。
フェニトインの血清中濃度を上昇させることがある。
カルバマゼピン、ルフィナミドによりエトスクシミドの血中濃度が低下することがある。

## 作用機序
エトスクシミドは、T型カルシウムチャネルのブロック、および他のクラスのイオンチャネルに対する効果も併せて、ニューロンの興奮性に影響を及ぼすと考えられる。エトスクシミドがT型カルシウムチャネル遮断薬であるという主な発見は広く支持を得たが、初期段階ではこの発見を再現する試みは一致していなかった。 その後の細胞系における組換えT型チャネルの実験では、エトスクシミドがすべてのT型カルシウムチャネルアイソフォームをブロックすることを明らかに示した。 T型カルシウムチャネルの樹状の供給源は、エトスクシミドの無効性の報告に寄与している可能性がある。
1989年3月、Coulter、HuguenardおよびPrinceは、効果的な抗欠神発作剤であるエトスクシミドおよびジメタジオンが、急性的に取り出した視床腹側基底核ニューロンにおけるT型カルシウムチャネルで、低閾値Ca2+電流を減少させることを示した。同年6月には、ラットやモルモットから急性的に単離したニューロンを用いて、この電流減少のメカニズムが電位依存性であることも見いだし、欠神発作でも使用されているバルプロ酸には、この作用が無かったことも注目された。 その翌年、スクシンイミド系抗痙攣薬にはこの作用があり、前痙攣薬には作用がなかったことを示した。 その前半部分は、1992年のPlaton Kostyukらの発表（1992年に7μmol/Lから1 mmol/Lの濃度範囲で、後根神経節における電流の実質的な減少を報告した）によって支持された。
しかし、同じ年にHerringtonとLingleは2.5 mmol/Lまでの濃度でこのような影響は見られなかったことを発表した。その1年後、難治性てんかんの手術中に取り除かれたヒト大脳新皮質細胞（これがヒト組織に初めての使用例）について研究したところ、エトスクシミドは、治療効果のために典型的に必要とされる濃度で Ca2+電流に影響を及ぼさなかった。
1998年に、ワシントン大学のSlobodan M. TodorovicとChristopher J. Lingleは、23.7±0.5 mmol/Lで後根神経節におけるT型電流の100％遮断を報告した。これはKostyuk報告よりもはるかに高濃度だった 。同じ年、Lerescheらの報告によると、エトスクシミドはT型電流に影響を与えなかったが、ラットおよびネコの視床皮質細胞では、非活性化Na+電流を60％、Ca2+活性化K+電流を39.1±6.4％減少させた。 Na+電流の減少が抗欠神発作特性の原因であると結論づけられた。
2001年に発表された論文の導入部で、シャーロッツビル・バージニア大学のJuan Carlos Gomora博士らは、過去の研究はしばしば、T型チャネルの大部分を失った単離した神経細胞で行われていたと指摘している。クローン化されたα1G、α1H、α1IT型カルシウムチャネルを介して、Gomoraのチームは、エトスクシミドがIC5012±2 mmol/Lでチャネルを遮断することを発見した。 N-desmethylmethsuximide（メスキシミドの活性代謝物）は、α1Gについて1.95±0.19 mmol/L、α1Iについて1.82±0.16 mmol/L、 α1Hについては3.0±0. 3 mmol/Lである。 エストスクシミドが、電流が内向きに流れているときにチャネルを物理的に閉塞することにより、開放チャネルの遮断が促進されることが示唆された。

## ストイキオメトリー
エトムシミドは、立体中心を有するキラルな薬物である。 臨床には、ラセミ体、（S）体と（R）体の1：1混合物が使用されている
| Enantiomers of ethosuximide | Enantiomers of ethosuximide |
| --------------------------- | --------------------------- |
| CAS-Nummer: 39122-20-8      | CAS-Nummer: 39122-19-5      |